# 20 Ursae Minoris
20 Ursae Minoris är en orange underjätte i stjärnbilden Lilla björnen. Stjärnan har visuell magnitud +6,34 och är nätt och jämnt synlig för blotta ögat vid god seeing.